# 아야베시
아야베시(일본어: 綾部市)는 일본 교토부 북부에 있는 시이다. 현재는 마이즈루·와카사와 후쿠치야마·교토를 연결하는 교통의 요충지로 번성하고 있다.

## 지리
교토부 북부에 위치한다. 유라강이 시가지를 흐른다. 동서 길이는 32km, 남북 길이는 15km이며 면적은 347.11km2이다. 연평균 기온은 14.8°C이고 역대 최고 기온은 36.1°C, 역대 최저 기온은 -3.5°C이다.

### 인접한 자치체
- 교토부
  - 마이즈루시, 후쿠치야마시, 난탄시, 후나이군 교탄바정
- 후쿠이현
  - 오이군 오이정, 다카하마정

## 역사
- 1889년 - 정촌제 시행으로 이카루가군 아야베정이 성립하였다.
- 1950년 8월 1일 - 아야베정을 포함한 이카루가군의 1정 6촌이 합병하여 시로 승격해 아야베시가 되었다.

## 교통

### 철도
- 서일본 여객철도
  - 산인 본선
    - (← 교탄바정 다치키역) - 야마가역 - 아야베역 - 다카쓰역 - (후쿠치야마시 이사역 →)

  - 마이즈루선
    - 아야베역 - 후치가키역 - 우메자코역 - (마이즈루시 마구라역 →)

### 도로
- 마이즈루와카사 자동차도(일본어판)
- 교토 종관 자동차도(일본어판)(국도 국도 제478호선 (일본)(일본어판))
- 국도 27호선
- 국도 제173호선 (일본)(일본어판)

## 인구
| 연도 | 인구   | ±%     |
| ---- | ------ | ------ |
| 1960 | 51,258 | —      |
| 1970 | 44,983 | −12.2% |
| 1980 | 42,552 | −5.4%  |
| 1990 | 40,595 | −4.6%  |
| 2000 | 38,881 | −4.2%  |
| 2010 | 35,836 | −7.8%  |
| 2020 | 31,846 | −11.1% |